# 马达尔科斯
马达尔科斯，是西班牙马德里自治区的一个市镇，位于自治区北部。总面积8.46平方公里，总人口55人（2013年），人口密度6人/平方公里。